# Rollo de nieve

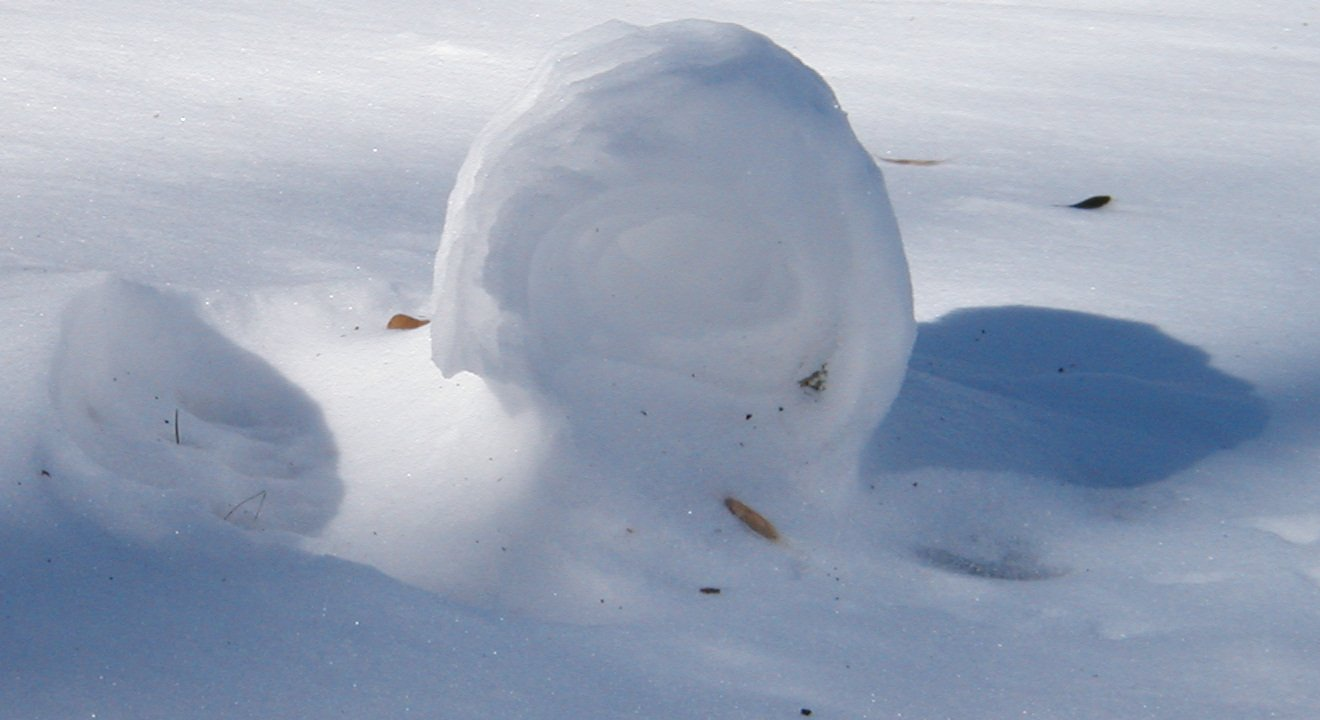
Un rollo de nieve cerca de Cincinnati.

Un rollo de nieve es un extraño fenómeno meteorológico por el cual grandes bolas de nieve se forman al ser arrastradas por la superficie por la acción del viento.
A diferencia de las bolas de nieve hechas por la gente, los rollos de nieve tienen forma cilíndrica, y a menudo presentan un hueco en las capas interiores, que son las primeras en formarse. Estas capas interiores son más delgadas y débiles que las capas exteriores, por lo que pueden desaparecer fácilmente por la acción del viento, dando aspecto de dónut. Se conocen rollos de nieve de 70 cm de diámetro.
Las condiciones para que se formen rollos de nieve son:
- La superficie debe estar formada por una capa de hielo sobre la cual la nieve pueda ser arrastrada.
- La capa de hielo debe estar cubierta por nieve suelta cerca del punto de fusión.
- El viento debe ser suficientemente fuerte para mover los rollos de nieve, pero no tan fuerte como para moverlos demasiado deprisa.
- La gravedad puede mover los rollos de nieve, como cuando una bola de nieve cae de un árbol o un acantilado, aterriza en terreno empinado y empieza a caer, haciéndose una bola.

Debido a esta última condición, los rollos de nieve son más comunes en zonas con colinas. Sin embargo, las especiales condiciones que se precisan hacen de los rollos de nieve un fenómeno realmente extraño.

## Galería de imágenes

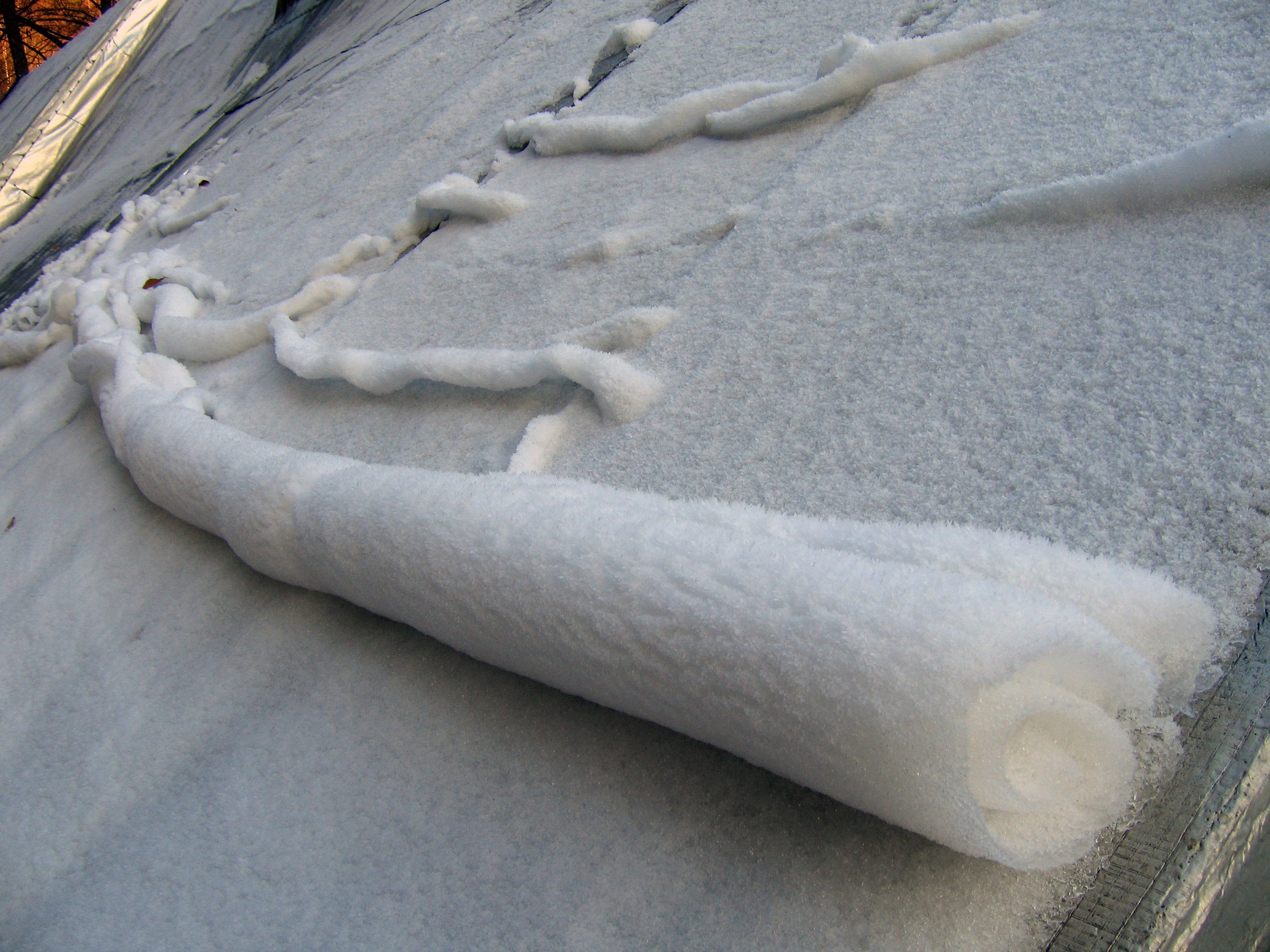
Rollo de nieve en Krkonoše
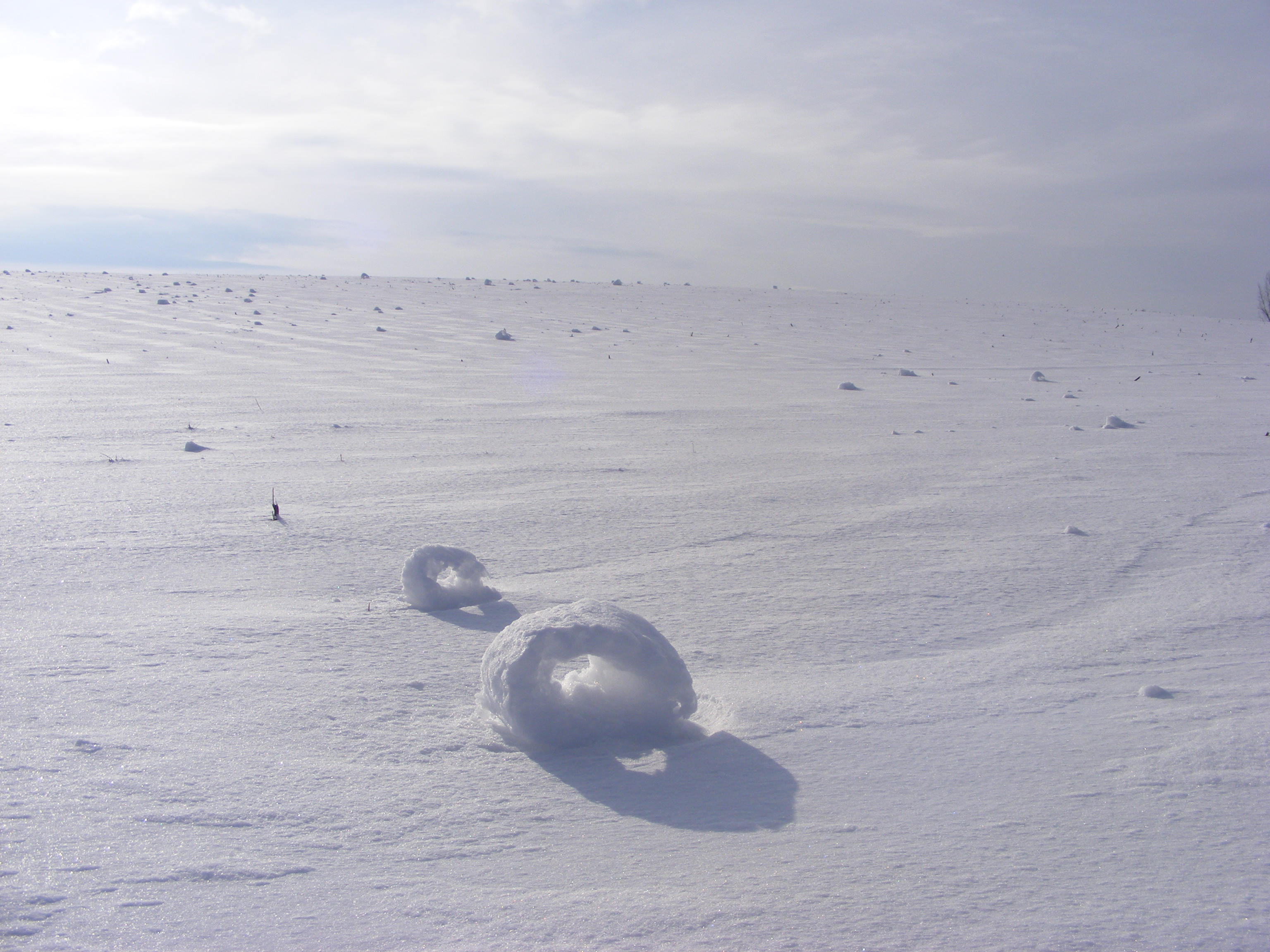
Rollo de nieve
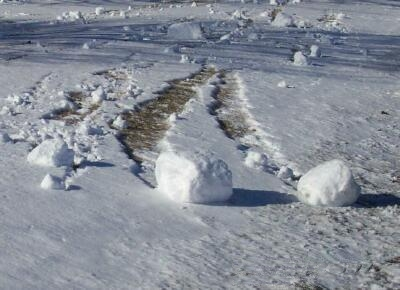
Rollo de nieve en Illinois
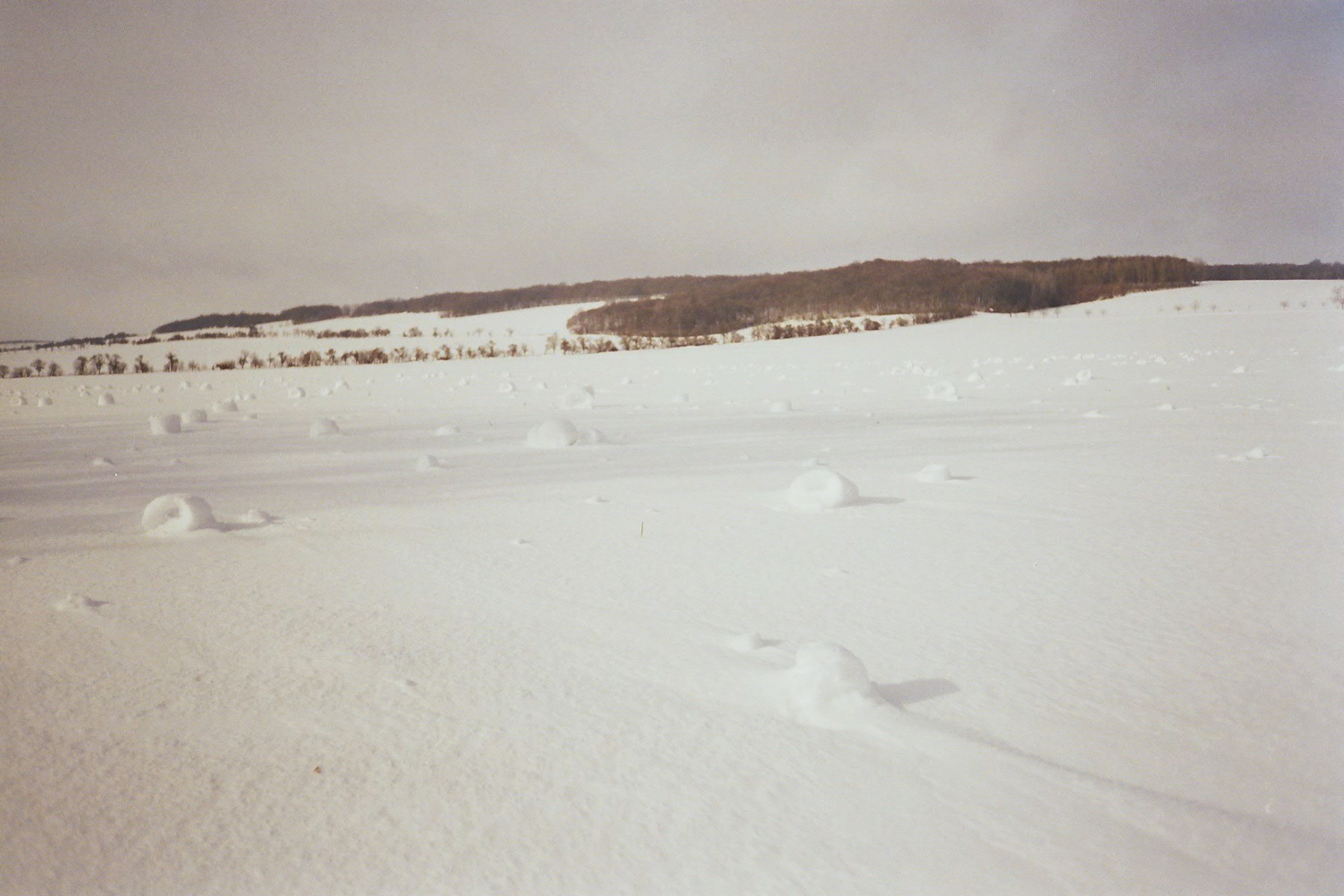
Rollo de nieve en Sachsen-Anhalt / Zäckwar